# Kazak kánok listája
Az alábbi lista a Kazah Kánság (az Arany Horda egyik utódállama) uralkodóit tartalmazza időrendben 1456-tól 1847-ig.
A kazak nevek átírása a 2018. február 19-én kiadott № 637 elnöki rendelettel előírt átírás szerint történt. (A magyar hangoktól eltérően á = ae (æ), ú = ü,  j = zs, ń = ng (ŋ), s = sz, sh = s.)
[...]-ben a magyar szabályoknak (AkH 12 és Keleti nevek magyar helyesírása) megfelelő átírás.
| Uralkodó                                        | Uralkodott                  | Kazak név             | Megjegyzés                                   |
| ----------------------------------------------- | --------------------------- | --------------------- | -------------------------------------------- |
| Kereı [Kerej]                                   | kán: 1456, †1473            | Керей                 | Bolat kán (Arany Horda) fia.                 |
| Jánibek [Zsanibek]                              | kán: 1473, †1480            | Жәнібек               | Barak kán (Arany Horda) fia.                 |
| Buryndyq [Burindik] (Burunduk)                  | kán: 1480, †1511            | Бұрындық              | Kerej fia.                                   |
| Qasym [Kaszim] (*1455)                          | kán: 1511, †1518            | Қасым                 | Zsanibek fia.                                |
| Mamash [Mamas]                                  | kán: 1518, †1523            | Мамаш                 | Kaszim fia.                                  |
| Tahır [Tahir]                                   | kán: 1523, †1533            | Таһир                 | Zsanibek unokája.                            |
| Buıdash [Bujdas]                                | szultán: 1533, †1534        | Бұйдаш                | Tahir fivére, Zsetiszu szultánja             |
| Ahmet / Qoja Mahmud [Ahmet / (Kozsa) Mahmud]    | szultán: 1534, †1535        | Ахмет / (Қожа) Махмұд | Zsanibek unokája, Szir-darja mente szultánja |
| Toǵym [Togim]                                   | szultán: 1535, †1537        | Тоғым                 | Sigaj kán fivére, Türkisztán szultánja       |
| Haqnazar [Haknazar]                             | kán: 1538, †1580            | Хақназар              | Kaszim fia.                                  |
| SHyǵaı [Sigaj] (*1500)                          | kán: 1580, †1582            | Шығай                 | Zsanibek unokája.                            |
| Táýekel [Tauekel]                               | kán: 1582, †1598            | Тәуекел               | Sigáj fia.                                   |
| Esim [Eszim]                                    | kán: 1598, †1628            | Есім                  | Sigáj fia.                                   |
| II. Jánibek (Esimuly) [II. Zsanibek (Eszimuli)] | kán: 1628, †1643            | Жәнібек Есімұлы       | Eszim fia. (Eszimuli = Eszim fia)            |
| Salqam Jáńgir [Szalkam Zsangir]                 | kán: 1643, †1652            | Салқам Жәңгір         | Eszim fia.                                   |
| Batyr (Bahadúr) [Batir (Bahadür)]               | kán: 1652, †1680            | Батыр (Баһадүр)       | Szalkam Zsangir fia                          |
| Táýke [Tauke] (*1626)                           | kán: 1680–1715, †1718       | Тәуке                 | Szalkam Zsangir fia.                         |
| Qaıyp [Kajip]                                   | kán: 1715, †1718            | Қайып                 | Eszim dédunokája                             |
| Bolat                                           | kán: 1718, †1729            | Болат                 | Tauke fia.                                   |
| Ábilmámbet [Abilmambet] (*1690)                 | kán: 1729, †1771            | Әбілмәмбет            | Bolat fia.                                   |
| Abylaı [Abilaj] (*1711)                         | kán: 1771, †1781. május 23. | Абылай                | Szalkam Zsangir ükunokája                    |
| Kenesary [Keneszari] (*1738/1741)               | kán: 1811, †1847            | Кенесары              | Abilaj unokája.                              |

1781-től a birodalom részekre (3 zsüzre) hullott szét és utolsó része 1847-ben semmisült meg.

## Fordítás
- Ez a szócikk részben vagy egészben  a   List of Kazakh khans című angol Wikipédia-szócikk fordításán alapul.  Az eredeti cikk szerkesztőit annak laptörténete sorolja fel. Ez a jelzés csupán a megfogalmazás eredetét és a szerzői jogokat jelzi, nem szolgál a cikkben szereplő információk forrásmegjelöléseként.
- Ez a szócikk részben vagy egészben  a(z)   Қазақ хандары című kazak Wikipédia-szócikk fordításán alapul.  Az eredeti cikk szerkesztőit annak laptörténete sorolja fel. Ez a jelzés csupán a megfogalmazás eredetét és a szerzői jogokat jelzi, nem szolgál a cikkben szereplő információk forrásmegjelöléseként.
- Ez a szócikk részben vagy egészben  a(z)   Қазақ_хандарының_шежіресі című kazak Wikipédia-szócikk ezen változatának fordításán alapul.  Az eredeti cikk szerkesztőit annak laptörténete sorolja fel. Ez a jelzés csupán a megfogalmazás eredetét és a szerzői jogokat jelzi, nem szolgál a cikkben szereplő információk forrásmegjelöléseként.